# Comuna Mali Mokreanî, Mostîska
Mali Mokreanî (în ucraineană Малі Мокряни) este o comună în raionul Mostîska, regiunea Liov, Ucraina, formată din satele Berți, Makuniv, Mali Mokreanî (reședința), Șîșorovîci și Velîki Mokreanî.

## Demografie
Componența lingvistică a comunei Mali Mokreanî
     Ucraineană (99,91%)
     Alte limbi (0,09%)
Conform recensământului din 2001, majoritatea populației comunei Mali Mokreanî era vorbitoare de ucraineană (99,91%), existând în minoritate și vorbitori de alte limbi.